# Ativador do plasminogênio tecidual
Ativador do plasminogênio tecidual (abreviado como t-PA, AP-t ou PLAT) é uma protease sérica secretada que converte a proenzima plasminogênio em plasmina, que é uma enzima fibrinolítica. O plasminogênio é sintetizado como uma cadeia única que é clivada pela t-PA na plasmina de duas cadeias ligadas por dissulfato.

## Função
O papel clássico do tPA é no sistema de coagulação, sendo considerado um anti-agregante plaquetário
. Especificamente, a tPA catalisa a conversão do plasminogênio em plasmina.

## Genética
Plasminogênio tecidual recombinante é uma proteína codificada pelo gene PLAT, que está localizado no cromossoma 8.

## Aplicações clínicas
O tPA é utilizado em doenças que apresentam coágulos de sangue, tais como embolia pulmonar, infarto do miocárdio e acidente vascular cerebral, em um tratamento médico chamado trombólise.

### Ativador de plasminogênio tecidual recombinante
Os ativadores de plasminogênio tecidual recombinante (r-TPAs) incluem alteplase, reteplase e tenecteplase.